# Sam Taylor
Sam Taylor (New York, 13 agosto 1895 – Santa Monica, 6 marzo 1958) è stato un regista, sceneggiatore e produttore cinematografico statunitense.

## Biografia
Sam Taylor fu regista, sceneggiatore e produttore molto attivo al tempo del muto talvolta co-regista insieme a Fred C. Newmeyer e conosciuto soprattutto per i suoi film con Harold Lloyd e Mary Pickford.
Firmò la regia di La bisbetica domata, l'unico film girato da Mary Pickford insieme al marito Douglas Fairbanks.

## Filmografia

### Regista
- The Mohican's Daughter (1922)
- Dr. Jack (non accreditato) co-regia Fred C. Newmeyer (1922)
- Preferisco l'ascensore (Safety Last) co-regia Fred C. Newmeyer (1923)
- Perché preoccuparsi? (1923)
- Tutte e nessuna (Girl Shy) co-regia Fred C. Newmeyer (1924)
- Il re degli scapoli (Hot Water) (1924)
- Viva lo sport (The Freshman) (1925)
- Il re degli straccioni (For Heaven's Sake) (1926)
- Exit Smiling (1926)
- My Best Girl (1927)
- Nella tempesta (Tempest) (1928)
- La donna contesa (The Woman Disputed), co-regia di Henry King (1928)
- Coquette (1929)
- La bisbetica domata (The Taming of the Shrew) (1929)
- Madame du Barry (Du Barry, Woman of Passion) (1930)
- Kiki (1931)
- Skyline (1931)
- Ambassador Bill (1931)
- La lotteria del diavolo (Devil's Lottery) (1932)
- Out All Night (1933)
- Zampa di gatto (The Cat's-Paw) (1934)
- Signora vagabonda (Vagabond Lady) (1935)
- Sempre nei guai (Nothing But Trouble) (1944)

### Sceneggiatore
- In Honor's Web (1919)
- The Gamblers, regia di Paul Scardon (1919)
- The Gray Towers Mystery (1919)
- The Midnight Bride, regia di William Humphrey (1920)
- Human Collateral, regia di Lawrence C. Windom (1920)
- Princess Jones, regia di Gustav von Seyffertitz (1921)
- Harold balia (1921)
- Alla conquista di un cuore (1921)
- Lo faccio io! (1921)
- A Pair of Sexes (1921)
- Viaggio in paradiso (1921)
- Lupo di mare (1921)
- Il talismano della nonna (1922)
- Dr. Jack anche regia (non accreditato), regia di Sam Taylor e Fred C. Newmeyer (1922)
- Preferisco l'ascensore (Safety Last!), regia di Sam Taylor e Fred C. Newmeyer (1923)
- Perché preoccuparsi? (1923)
- Tutte e nessuna (Girl Shy), regia di Sam Taylor e Fred C. Newmeyer (1924)
- Il re degli scapoli (Hot Water) (1924)
- Viva lo sport (The Freshman) (1925)
- Exit Smiling (1926)
- La canzone del cuore (Lady of the Pavements), regia di David W. Griffith (1929)
- Coquette, regia di Sam Taylor (1929)
- La bisbetica domata (The Taming of the Shrew), regia di Sam Taylor (1929)

## Produttore
- Coquette, regia di Sam Taylor (1929)
- Signora vagabonda (Vagabond Lady), regia di Sam Taylor (1935)

### Aiuto-regista
- Married Bachelor (non accreditato) (1941)